# Franz-Liszt-Gedenkstätten

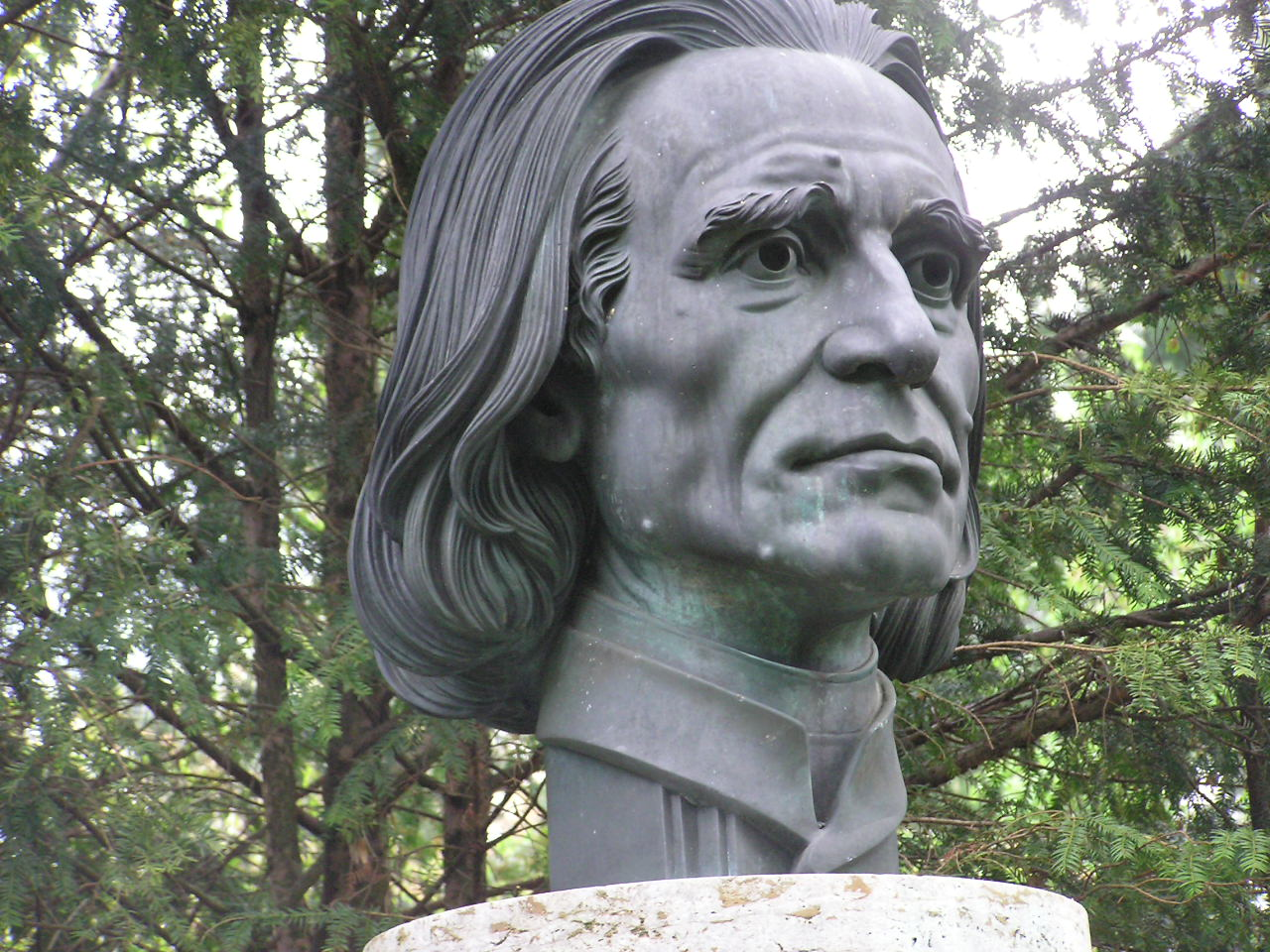
Liszt-Büste in Bayreuth (Arno Breker)

In verschiedenen Städten, in denen der Pianist, Komponist und Musikpädagoge Franz Liszt wirkte, gibt es Museen und/oder Denkmäler.

## Raiding
In Franz-Liszt-Geburtshaus in Raiding im Burgenland befindet sich das Geburtshaus von Franz Liszt. 2008 ist es als neues Franz-Liszt-Zentrum mit dem neugestalteten Geburtshaus-Museum und einem Konzertsaal eröffnet worden. Das Konzerthaus fasst 600 Plätze und wird bevorzugt für Konzerte mit kleiner Orchesterbesetzung, für Kammerkonzerte und Klavierkonzerte verwendet. Es findet regelmäßig ein Lisztfestival statt.
Auf dem Franz-Liszt-Platz wurde 1967 eine weiße Büste Liszts aufgestellt, gestiftet von Piero Otto Bremer aus Italien, hergestellt von seinem Sohn Ricardo.

## Eisenstadt
Mit dem Liszt-Denkmal am Esterhazyplatz wurde im Jahre 1936, zum 125. Geburtstag von Franz Liszt, eines seiner größten Denkmale enthüllt. Das Werk aus weißem Marmor stammt von A. Jaray.

## Weimar
In Weimar ist seit 1954 das ehemalige Hofgärtnerhaus in der Marienstraße, das frühere Wohnhaus von Franz Liszt (er bewohnte die erste Etage), als Museum (Liszt-Haus Weimar; Klassik Stiftung Weimar) eingerichtet. Vor einigen Jahren wurde das gesamte Haus renoviert und ist heute das größte Liszt-Museum in Deutschland. In allen Räumen wird über das Leben und Wirken von Liszt informiert.
Im Park an der Ilm, unweit des römischen Hauses und des Shakespeare-Denkmals, befindet sich das monumentale, aus weißem Carraramarmor hergestellte, Liszt-Denkmal. Es wurde vom Bildhauer Hermann Hahn entworfen und 1902 enthüllt.

## Budapest
Das ehemalige Apartment von Liszt auf dem Gelände der alten Musikakademie in Budapest, wo Liszt sechs Jahre lang wohnte, ist heute ein Museum. Zu sehen sind original erhaltene Musikinstrumente (vor allem Pianos), Möbelstücke, Bücher, Notenblätter und persönliche Gegenstände.
Im Herzen von Budapest, auf dem Ferenc Liszt-Platz, wurde 1986 zum 100. Todestag des Komponisten ein attraktives Denkmal aufgestellt.

## Bayreuth
Als Franz Liszt im Juli 1886 die Bayreuther Festspiele besuchte, war er bereits schwer erkrankt. Er wurde im Haus des Oberförsters Fröhlig untergebracht, unmittelbar neben Haus Wahnfried, in dem seine Tochter Cosima Wagner mit ihren Kindern wohnte. In der Nacht vom 31. Juli zum 1. August verstarb er im Beisein Cosimas und wurde am 3. August auf dem Bayreuther Stadtfriedhof beigesetzt. Das Sterbehaus in der Wahnfriedstraße 9 wurde 1993 als Franz-Liszt-Museum eröffnet. Es umfasst vor allem die aus etwa 300 Exponaten bestehende Sammlung des Münchner Pianisten Ernst Burger, die von der Stadt Bayreuth erworben wurde. Das Museum steht unter Verwaltung des Richard-Wagner-Museums Bayreuth.
Eine Liszt-Büste von Arno Breker befindet sich auf dem Grünen Hügel von Bayreuth, im Park vor dem Richard-Wagner-Festspielhaus, unweit der Breker-Büste von Richard Wagner.
Auf dem Bayreuther Stadtfriedhof befindet sich die kleine Kapelle, in der Franz Liszt begraben ist. Sie wurde bei einem Bombenangriff im April 1945 zerstört und in den 1970er Jahren rekonstruiert.

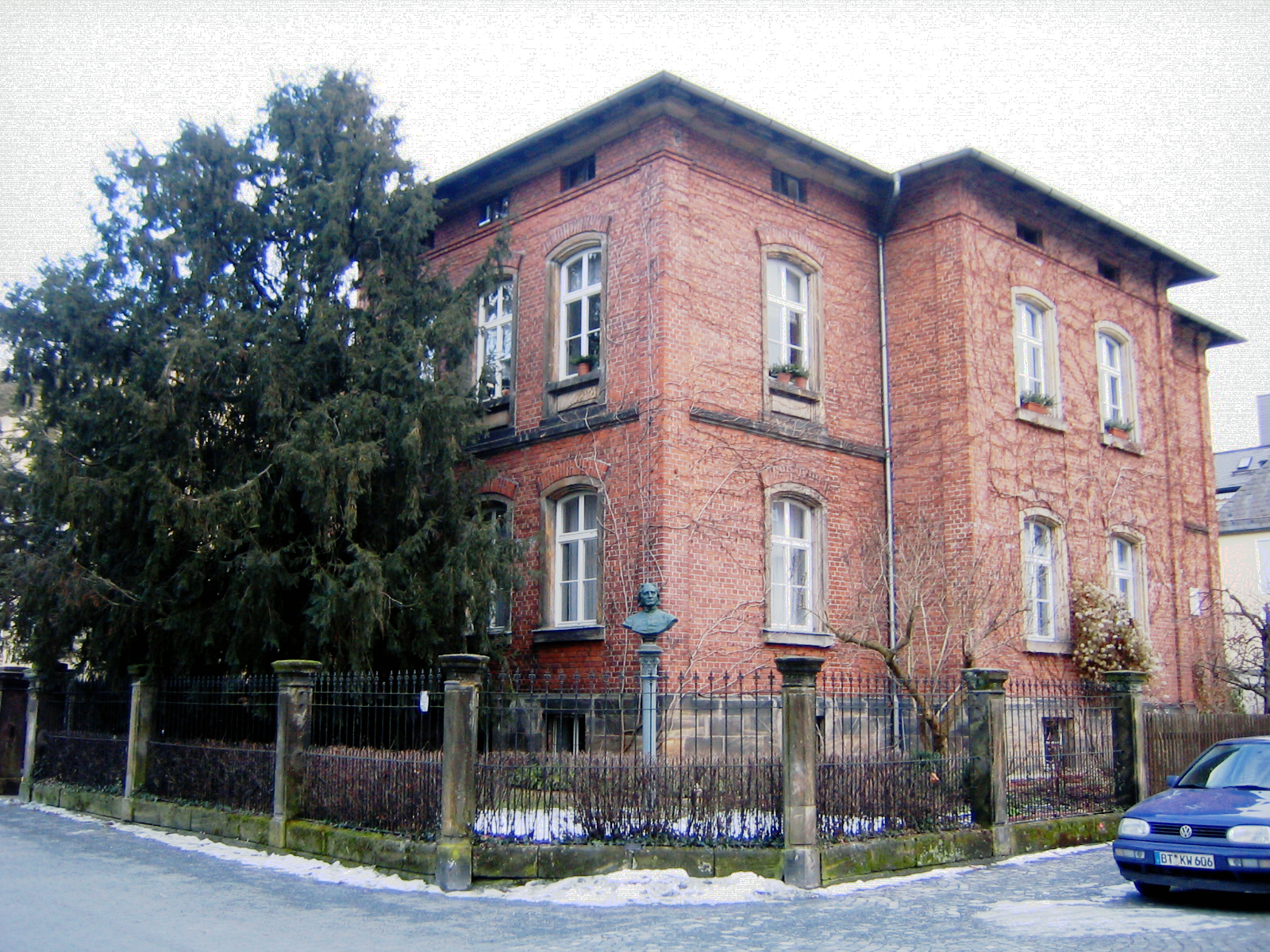
Sterbehaus und Museum
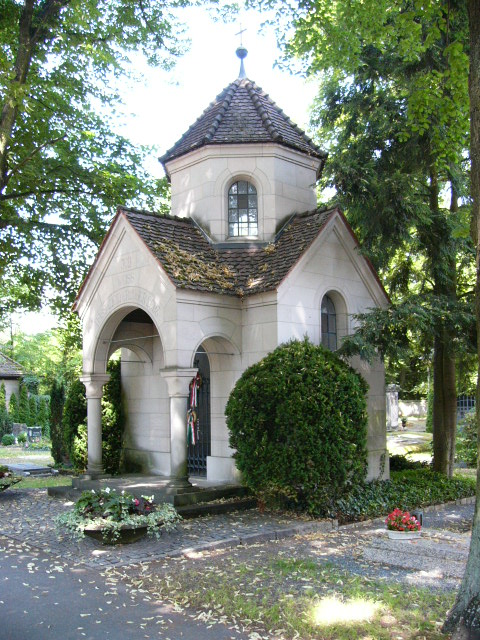
Grabkapelle
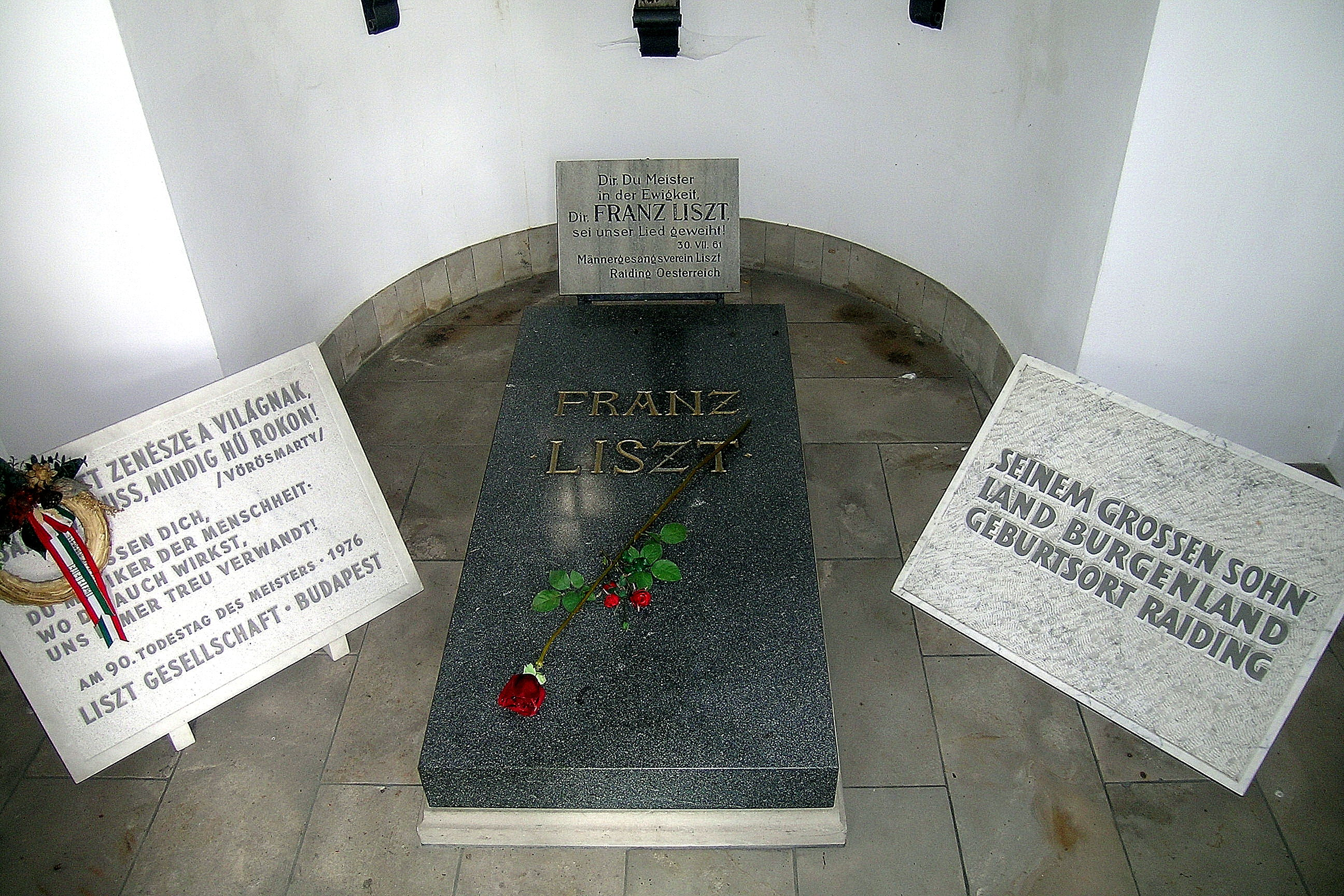
Grabplatte

## Liszt-Denkmale

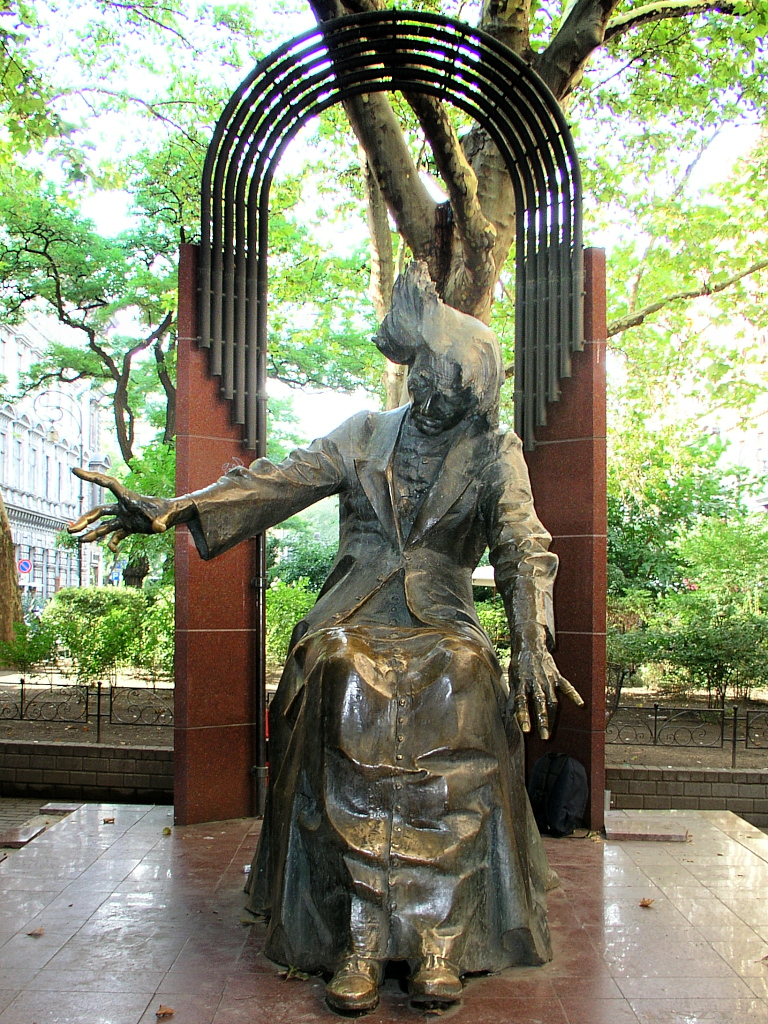
In Budapest
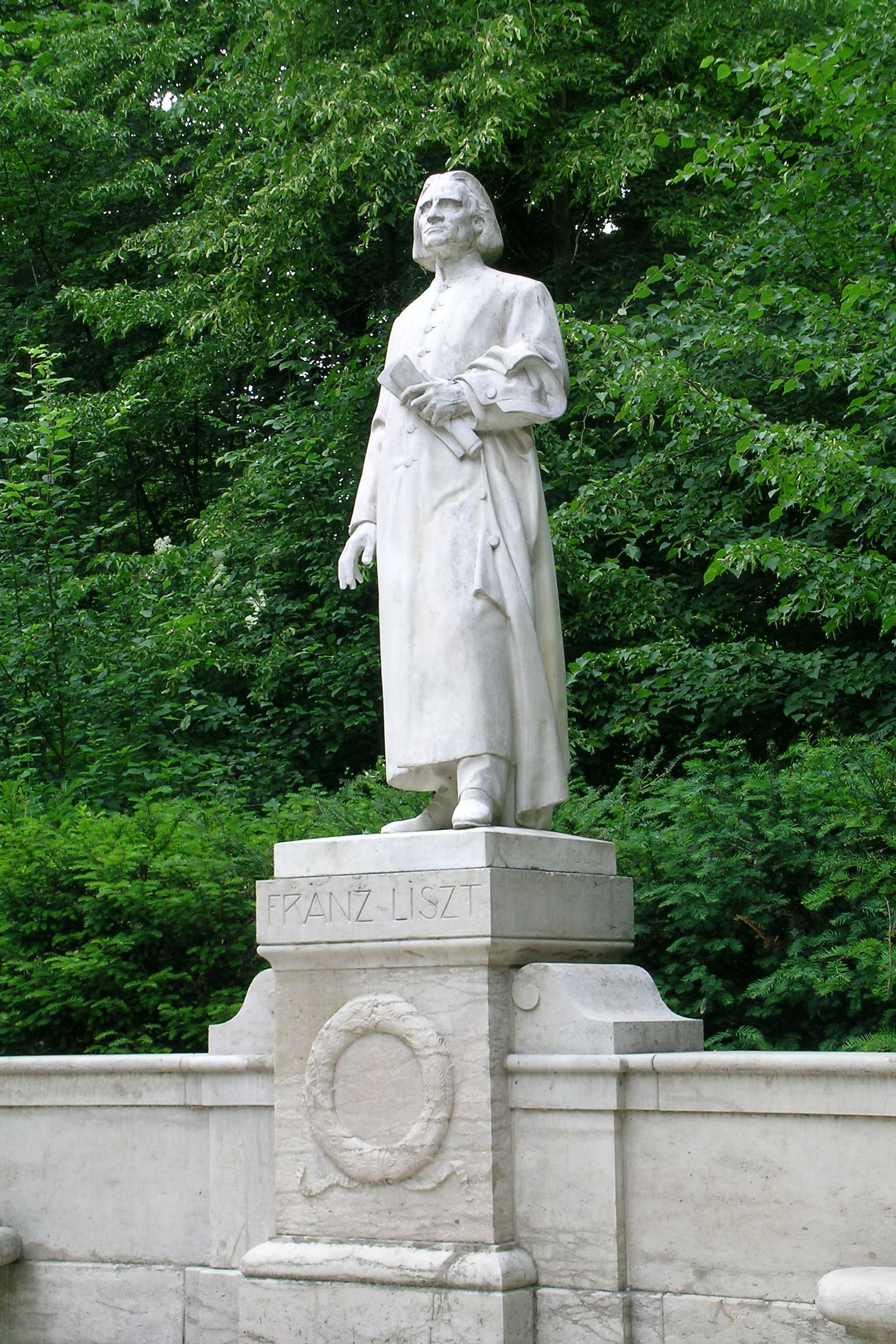
In Weimar
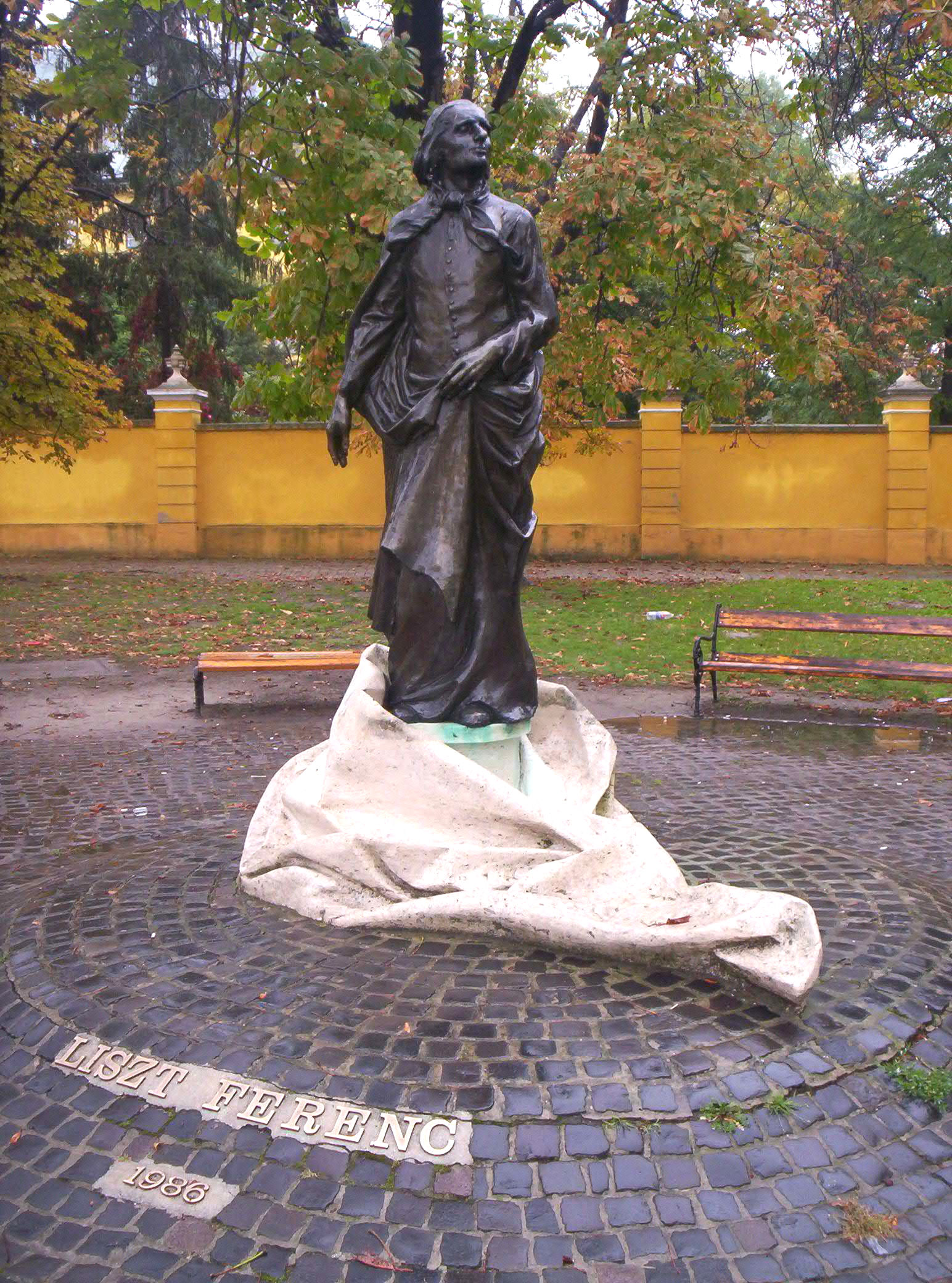
In Kalocsa

Ein weiteres Denkmal befindet sich seit 2015 auf dem Philharmonie-Platz in Czernowitz.

## Liszt-Porträts

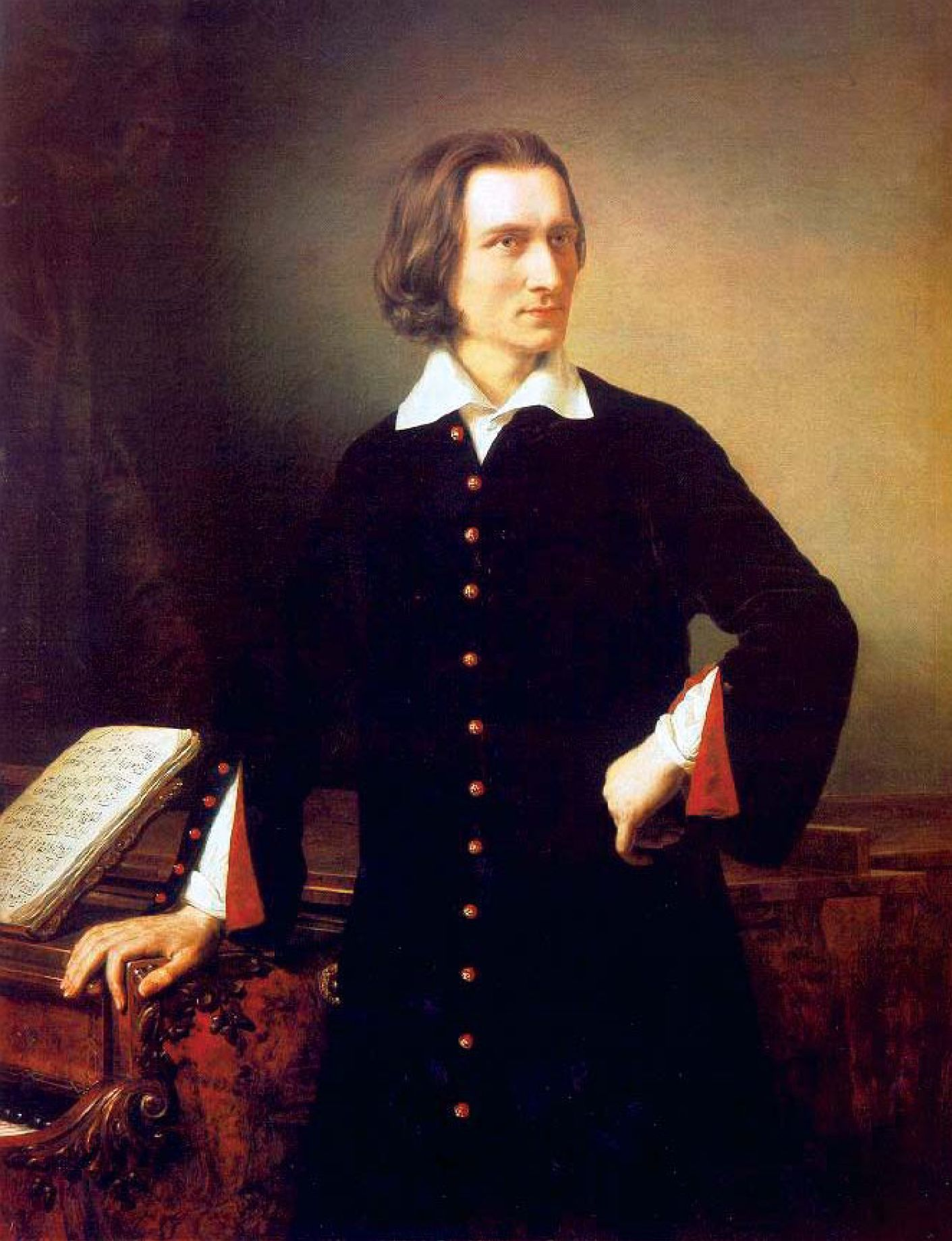
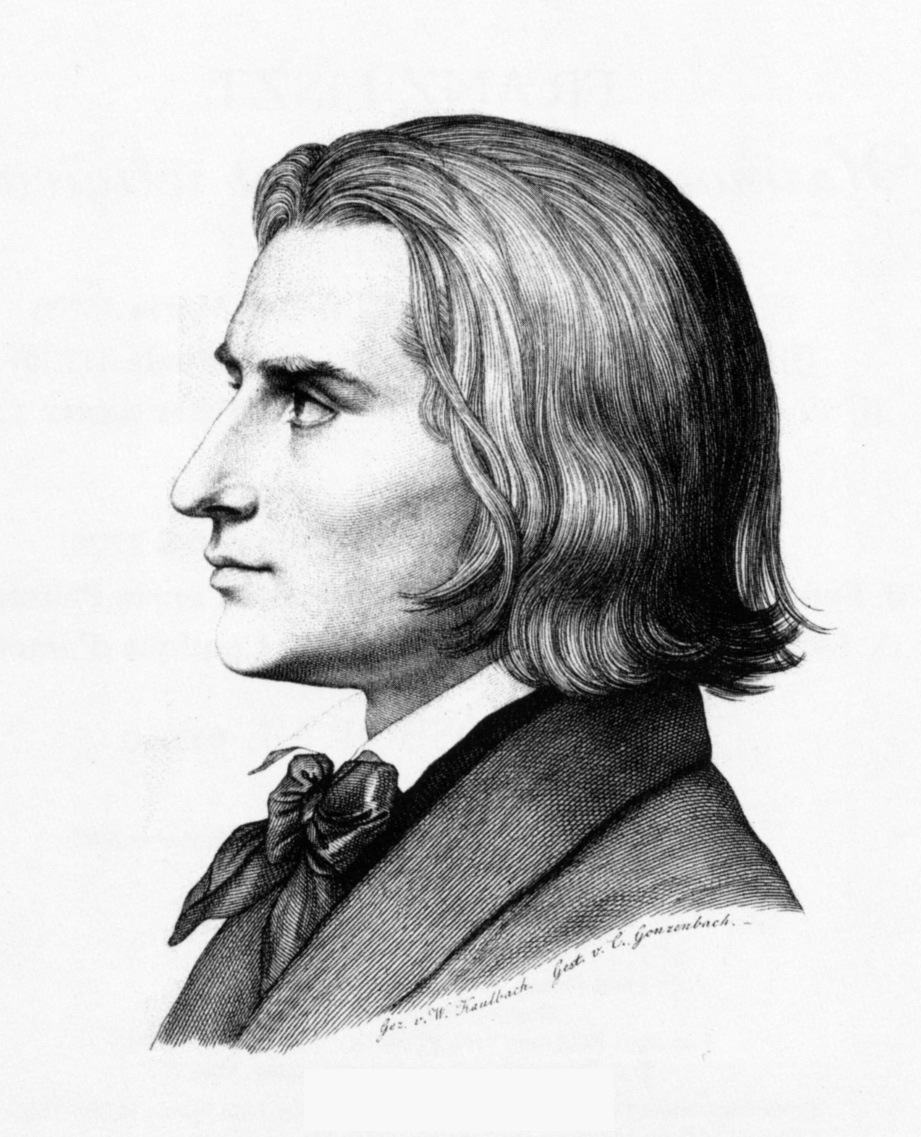
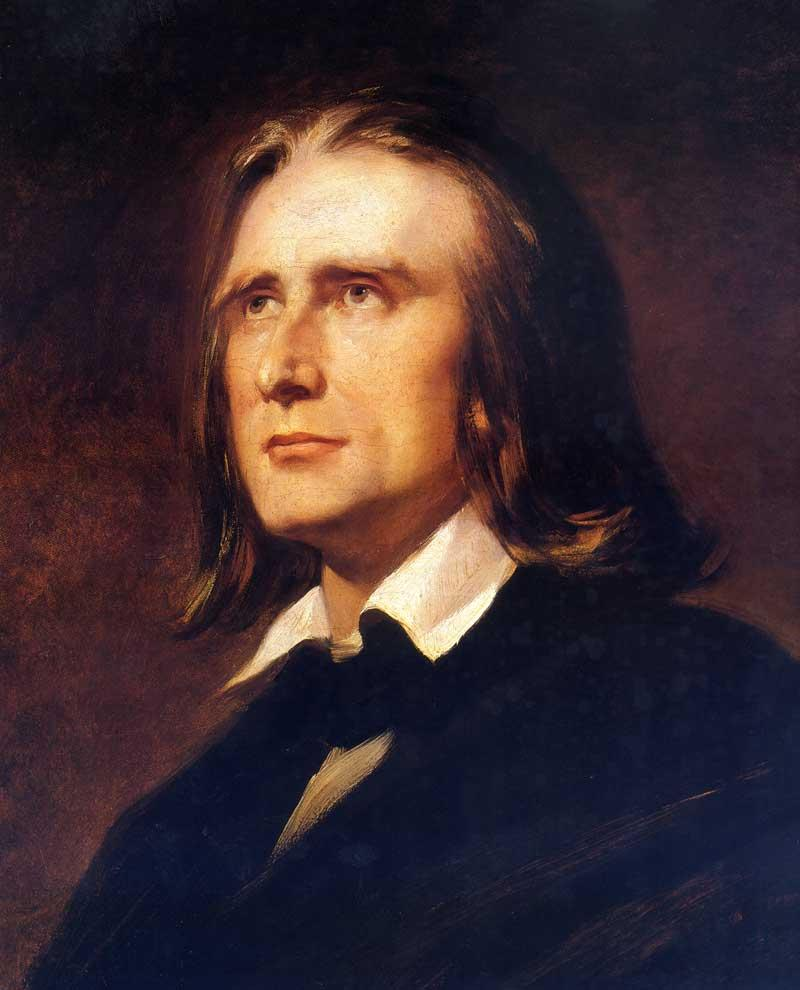
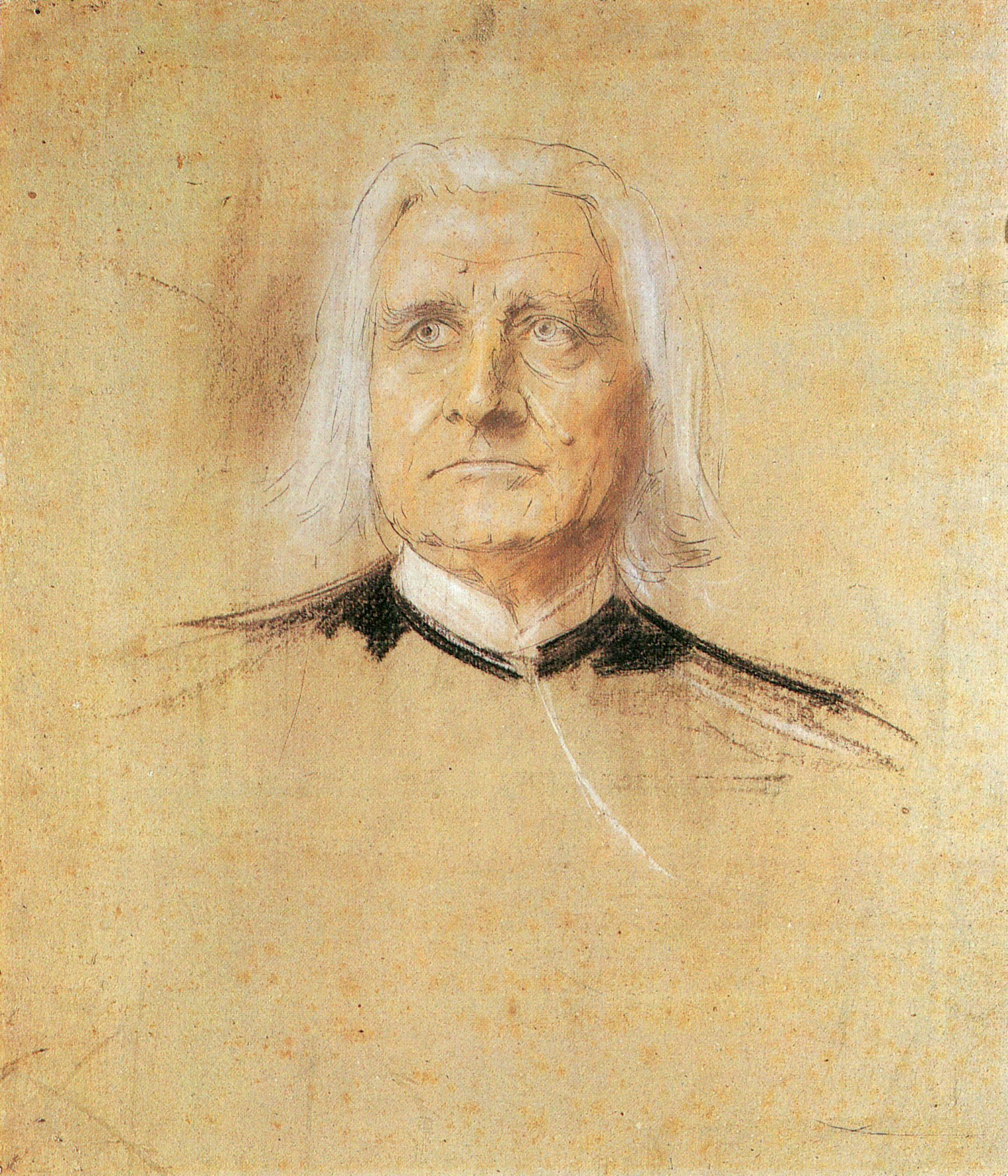
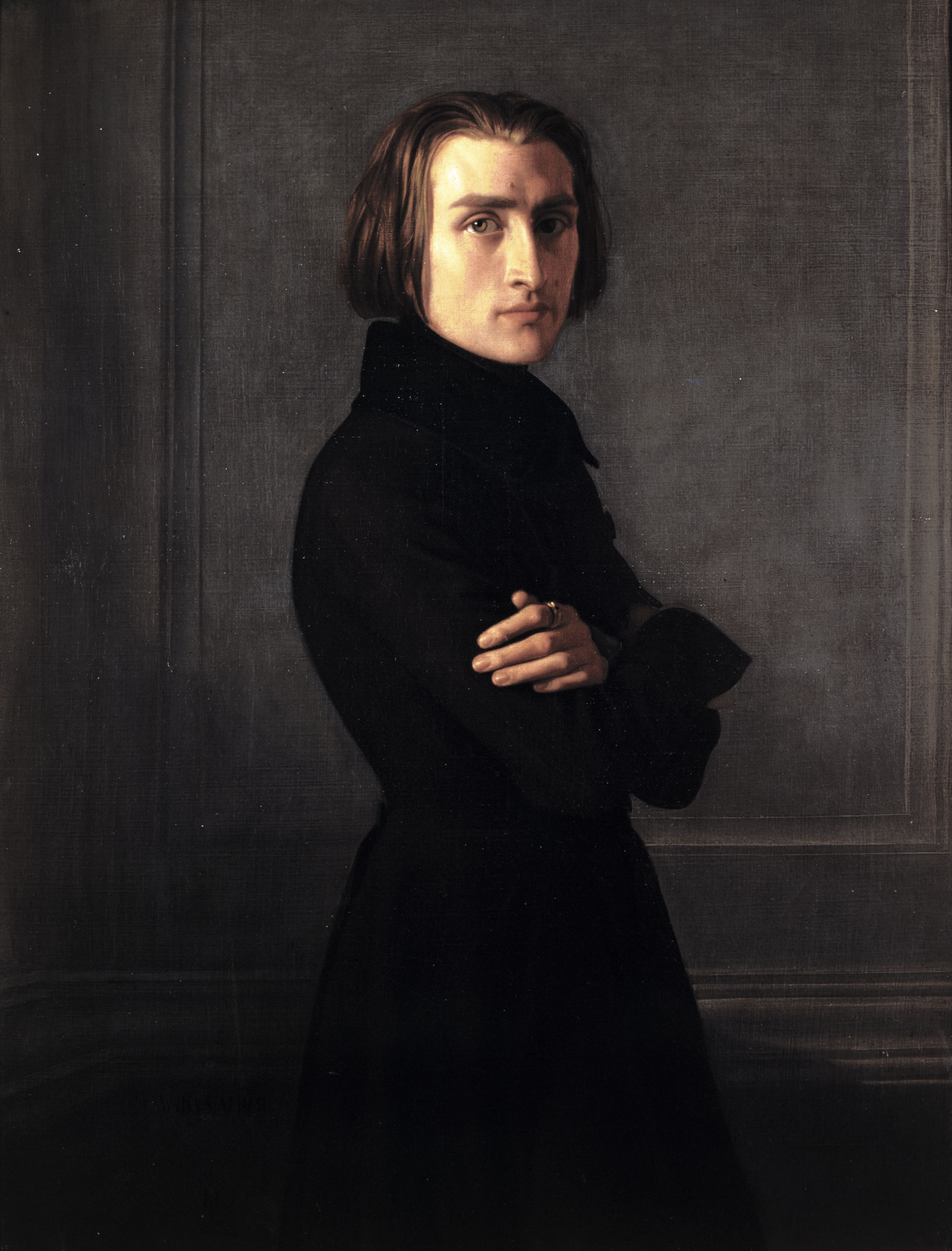
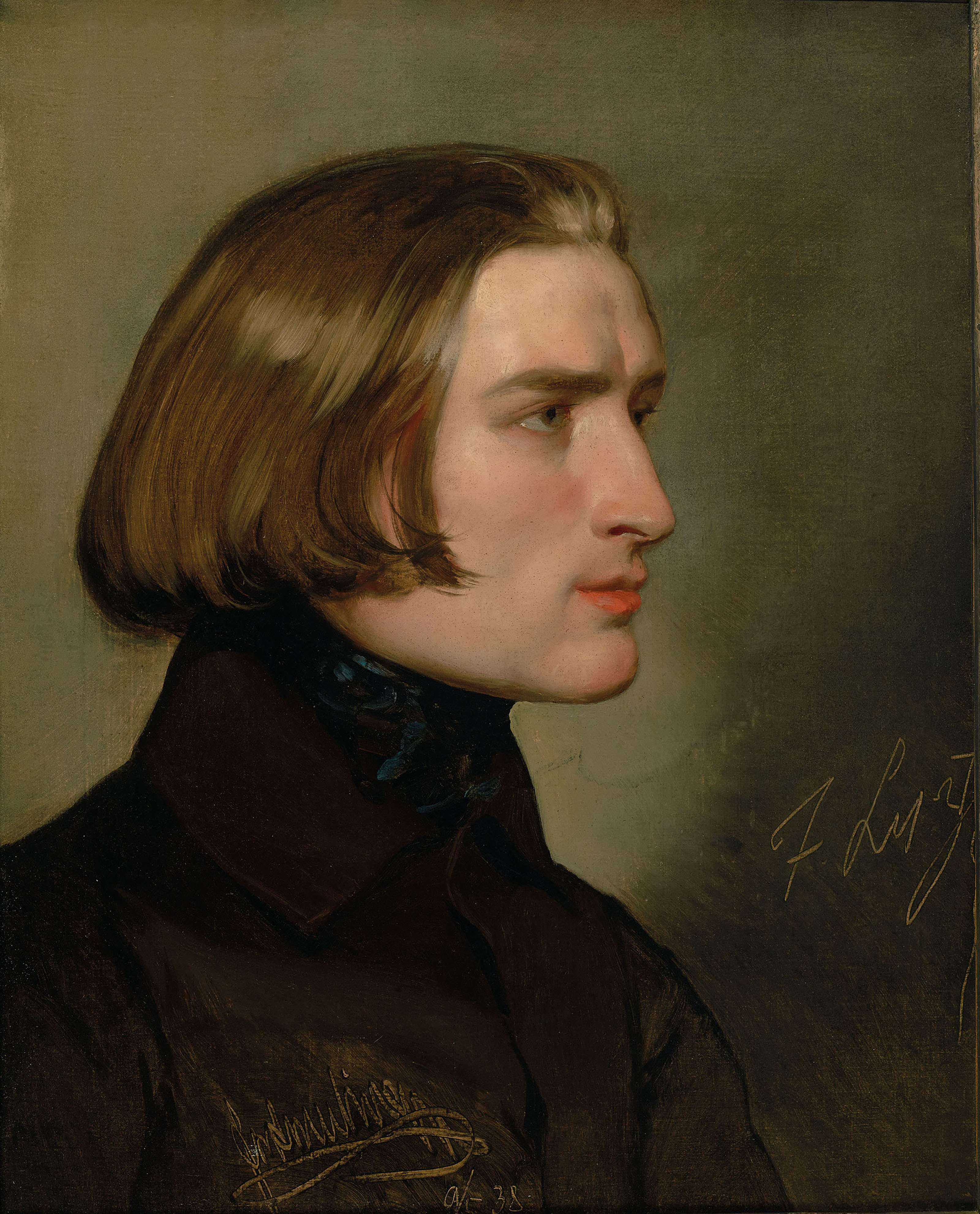